# Christian Lassale
Pas d'image ? Cliquez ici

a Compétitions nationales et continentales officielles uniquement.

b Matchs officiels uniquement.
Christian Lassale, né le 11 juin 1956 à Saint-Priest, est un joueur de rugby à XIII dans les années 1970, 1980 et 1990.
Il effectue toute sa carrière sportive à Roanne avec lequel il dispute la demi-finale de la Coupe de France 1977. Fort de ses performances en club, il est sélectionné à une reprise en équipe de France entre 1978 disputant la Coupe d'Europe des nations 1978 aux côtés de Jean-Marc Bourret, José Calle, Jean-Marie Imbert et ses coéquipiers Joseph Giné et Michel Laffargue.

## Biographie
Avec Roanne, il prend part à la Coupe de France 1977 où leur parcours les emmène en demi-finale après avoir réussi l'exploit d'écarter Toulouse en quart-de-finale. Cette demi-finale se déroule à Avignon et Lassale est accompagné par Joseph Giné, le demi de mêlée Guy Bartianelli, les ailiers Laffargue (ex-Tonneins), Béranger (ex-Marseille) et Parro face à grand favori Carcassonne, champion de France en titre. Roanne ne réalise toutefois pas l'exploit de les battre en perdant 34-12 où un fait d'arbitrage sur un essai non validé par Bartianelli les laisse amer.
En janvier 1978, la commission de sélection nationale composée d'Antoine Jimenez et Yves Bégou fait face à de nombreuses absences dans le cadre de la Coupe d'Europe des nations 1978 que sont Guy Alard, Manuel Caravaca , José Moya, Bernard Guilhem , Joël Roosebrouck, Jean-Pierre Sauret et Guy Garcia . Elle décide donc de renouveler son effectif en appelant de nouveaux joueurs dont Christian Lassale accompagné de l'ailier saint-jacquois Serge Loubet et du troisième ligne d'Albi Roland Gorse. Lassale est titulaire en première ligne au poste de pilier aux côtés de Michel Cassin et Antoine Gonzalez pour affronter le pays de Galles à Widnes. Cette rencontre, déroulée le 15 janvier 1978, voit la France perdre 29-7 alors qu'elle accrochait son adversaire 9-7 à la mi-temps mais le travail d'usure des avants gallois leur permit de faire reculer les Français pour prendre l'avantage du terrain. Lassale, qui n'a pas démérité est remplacé à la 72e minute par Charles Zalduendo.

## Détails

### En sélection

#### Coupe d'Europe
| Édition | Rang | Résultats France | Résultats Lassale | Matchs Lassale |
| ------- | ---- | ---------------- | ----------------- | -------------- |
| 1978    | 3e   | 0 v, 0 n, 2 d    | 0 v, 0 n, 1 d     | 1/2            |

Légende : v = victoire ; n = match nul ; d = défaite.

#### Détails en sélection
| 1. | 15 janvier 1978 | Pays de Galles | 7-29 | Coupe d'Europe | Pilier | - | - | - | - |